# Thalassocnus
Genre
Thalassocnus est un  genre éteint de paresseux aquatiques ou semi-aquatiques marins ayant vécu du Miocène au Pliocène en Amérique du Sud. Ses fossiles ont été découverts au Pérou et au Chili.

## Liste d'espèces
Selon BioLib (21 septembre 2020) :
- Thalassocnus antiquus de Muizon & al., 2003 † - Miocène supérieur
- Thalassocnus carolomartini McDonald & Muizon, 2002 † - Pliocène supérieur
- Thalassocnus littoralis McDonald & Muizon, 2002 † - Pliocène inférieur
- Thalassocnus natans Muizon & McDonald, 1995 † - (espèce type), fin du Miocène supérieur
- Thalassocnus yaucensis Muizon, McDonald, R. Salas, M. Urbina, 2004 † - Pliocène supérieur

## Occurrence
Des fossiles de Thalassocnus ont été découverts au Pérou.

## Biologie
Ces animaux semblent avoir été des brouteurs d'algues. Avec le temps ils sont passés d'une alimentation en eau peu profonde à une alimentation en eaux profondes. Il semble qu'ils aient utilisé leurs puissantes griffes pour s'accrocher aux fonds marins afin de manger, en un comportement similaire à celui des iguanes marins.

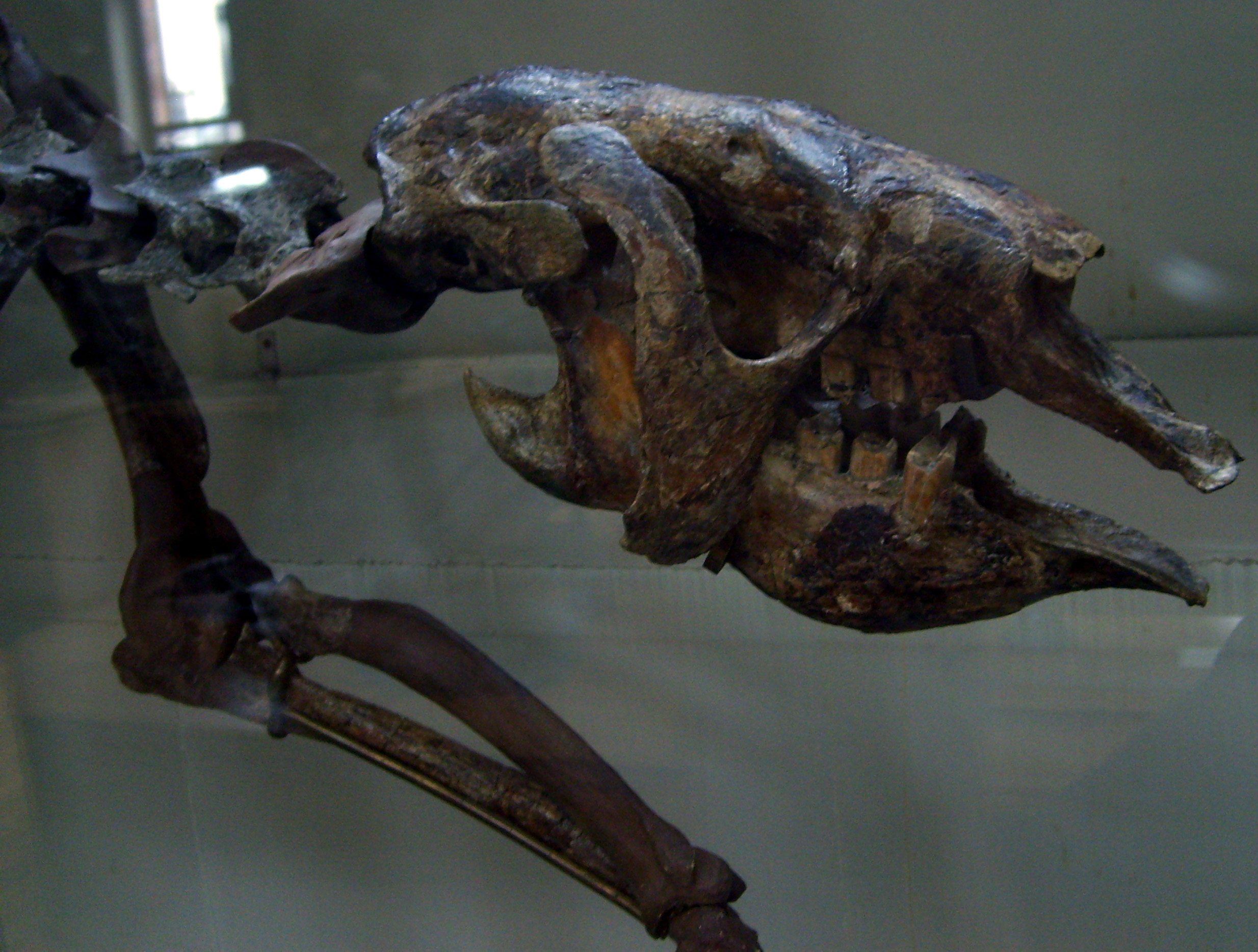
Crâne de Thalassocnus, Muséum national d'histoire naturelle, Paris.